# Foglyok (film, 2019)
A Foglyok Deák Kristóf 2018-ban forgatott 87 perces filmdrámája, Sodró Eliza, Szamosi Zsófia és Fekete Ernő főszereplésével.
A megtörtént események alapján készült alkotás világpremierje 2019. szeptember 20-án volt a CineFest Miskolci Nemzetközi Filmfesztivál Kitekintés szekciójában; a nagyközönség pedig első alkalommal 2019. december 28-án láthatta a Duna Televízióban.

## Cselekmény
Budapest, 1951. június 4. A hajnali órákban egy lesötétített Pobeda áll meg a mellékutcában álló bérház előtt és a rettegett Államvédelmi Hatóság emberei csengetnek be Gaálékhoz, az egykor jómódú polgári családhoz. A származása miatt munka nélkül maradt, megbízhatatlannak minősített családfőt nem lepte meg a látogatás, ám az igen, hogy a megszokottól eltérően az ávósok nem viszik el, nem internálják a családot, hanem egyszerűen velük maradnak, foglyul tartva őket anélkül, hogy megmondanák, valójában mit is akarnak tőlük. Ráadásul mindenkit, aki valamilyen okból becsenget hozzájuk – legyen az rokon vagy ismerős, esetleg azok munkatársa; nyilas múltú házmester, a  „fényes szelek” ifjúkommunistája, vagy magas beosztású állami tisztviselő –, az ávósok ugyancsak őrizetbe vesznek, s többé nem engednek el az egyre szűkösebbé és kaotikusabbá váló lakásból. Fényképet mutogatva egy bizonyos Michnay felől érdeklődnek. Az apróbb családi titkok és a fokozódó bizonytalanság miatt az éjjel-nappal összezárt társaságon szép lassan az idegkimerültség jelei mutatkoznak, elhatalmasodik rajtuk a félelem, egyre nehezebben kezelik elfojtott indulataikat; gyanúsítgatják, sőt feljelentgetik egymást. A film az abszurd és groteszk helyzet mögötti szálakat kibogozni akaró, de egyre inkább kétségek között vergődő huszonéves Sára szemszögéből mutatja be az állampárti önkénynek kitett másfél tucatnyi ember együtt töltött drámai öt napjának történetét, helyenként humorral oldva a feszültséget.

## Szereplők
- Szamosi Zsófia – Gaálné Ilona
- Fekete Ernő – Gaál Ernő
- Sodró Eliza – Sára
- Porogi Ádám – Guszti
- Molnár Levente – Sajgó Rezső, házmester
- Lengyel Ferenc – Őrmester
- Jászberényi Gábor – Főtörzsőrmester
- Kardos Róbert – Bakos János, törvényszéki bíró
- Csőre Gábor – Főhadnagy
- Vasvári Emese – Boris, albérlő, jósnő
- Soltész Bözse – Ella
- Dömötör Abigél – Eszti
- Sáfrány Ágoston – Peti
- Bergendi Barnabás – Laci, kifutó
- Fehér László – Gabi
- Barta Ágnes – Róza
- Ambrus Asma – Irén
- Kertész Péter – Kálmán
- Györgyi Anna – Patkósné
- Bognár Gyöngyvér – Eta
- Ficzere Béla – ávós tiszthelyettes (éjszakai műszak)
- Ódor Kristóf – ávós tiszthelyettes (éjszakai műszak)
- Béres Miklós – egyenruhás ávós
- Végh Zsolt – egyenruhás ávós
- Nagyistók Noel – Istvánka (Róza kisgyermeke)
- Kalócz László – ávós sofőr
- Czapár Andrea – gépíró az egyetemen
- Köles Ferenc – rendőr
- Ecsedi Erzsébet – szomszédasszony
- Kapácsy Miklós – rémült szomszéd
- Gáti György – Michnay Gyula hangja

## Stáblista
A Magyar Média Mecenatúra film-adatlapja az alábbi személyeket sorolja fel: 
- rendező: Deák Kristóf
- forgatókönyvíró: Vörös András
- dramaturg: Jakab Juli
- operatőr: Gózon Francisco
- vágó: Csillag Mano
- díszlettervező: Valcz Gábor
- jelmeztervező: Sinkovics Judit
- zene: Balázs Ádám
- hangmérnök: Péterffy Máté
- szakértő: Valuch Tibor
- rendezőasszisztens: Kolos István
- fővilágosító: Hajdu Miklós
- szereplőválogatás: Stainhauser Andrea
- producer: Dreissiger László, Osváth Gábor
- produkciós munkatárs: Tóth Anna
- gyártásvezető: Mester Linda

## Gyártása, fogadtatása
A Rákosi-korszak legsötétebb napjaiban játszódó örkényien groteszk, fekete keserédes dráma megtörtént eseményt dolgoz fel, a történet Szüts Miklós festő és grafikus családjával esett meg, a filmbéli Peti őt alakítja.
A film Nemzeti Média- és Hírközlési Hatóság Médiatanácsa Fehér György-pályázatán 120 millió forint támogatást nyert. A film teljes költségvetése 199,5 millió forint volt. A Foglyok gyártója a Filmfabriq Produkciós Kft. A film bemutatását a Duna Televízió vállalta.
A film forgatása 2018. augusztus végén kezdődött és szeptember 16-án fejeződött be.
Forgatási helyszínként azonosítható a Budapesti Műszaki és Gazdaságtudományi Egyetem főbejárata és irodája, a történet főhelyszínét (lépcsőház, nagypolgári lakás) pedig egy átépítés előtt álló módosabb polgári bérházban, az Andrássy út 52-ben alakították ki, megteremtve ezzel a háború utáni romos állapot és szegénység érzetét, ugyanakkor látszódik rajta a hajdani idők szépsége.
Az elkészült filmet első alkalommal 2019. szeptember 20-án vetítették a CineFest Miskolci Nemzetközi Filmfesztivál Kitekintés szekciójában. A nemzetközi porondon november 27-én mutatkozott be Goában, az 50. Indiai Nemzetközi Filmfesztivál versenyszekciójában, ahol nagy közönségsikert aratott. Magyarországi díszbemutatójára a Corvin moziban került sor december 16-án, a nagyközönség pedig december 28-án láthatta először a Duna Televízióban.
Az alkotást mind a kritika, mind pedig a közönség jól fogadta. A fesztiválok közönsége megtapsolta, abszurd fekete humora miatt a kritikusok olyan korábbi alkotásokhoz hasonlították, mint A tanú, vagy az Isten hozta, őrnagy úr!.